# District de Cooch Behar
Le district de Cooch Behar (bengali : কোচবিহার জেলা) est un district de l’État indien du Bengale-Occidental.

## Géographie
Le district a une population de 2 819 086 habitants en 2011 pour une superficie de 3 387 km2.
Jusqu'en août 2015, le district possédait 103 enclaves en territoire bangladais. Par ailleurs, un total de 92 enclaves bangladaises se trouvaient en territoire indien, particulièrement dans le district de Cooch Behar. Ces chhitmahals (« miettes de terre ») qui formaient une part de la frontière indo-bangladaise étaient l'une des frontières internationale plus complexes du monde, puisque certaines de ces enclaves étaient imbriquées les unes dans les autres, la plus petite dépassant à peine les 3 000 m2.